# 中日本学生放送連盟
中日本学生放送連盟（なかにほんがくせいほうそうれんめい）とは、名古屋大学に拠点を持ち、愛知県とその周辺の大学の学生によって構成されるインターカレッジ・サークル。略称はSBF (Student Broadcasting Federation) 。名古屋大学のサークルとしては「放送文化研究会」。

SBFのロゴ

## 沿革
- 1954年4月 「名古屋大学放送文化研究会」として発足。
  - 初代理事長: 水谷修

- 同年6月 名古屋大学、愛知大学、南山大学、愛知学院大学などの数十名の学生が中心になり、中部学生放送連盟 (CSB) が発足[3]。
  - 同年10月7日 CBCにて初の番組が放送される。タイトルは「学生新聞の在り方」。座談会方式だった[4]。

- 1957年 東海学生放送連盟と合併し、中日本学生放送連盟 (SBF) が発足。

## 活動
愛知県内などで地域イベントに運営する側で参加したり、所属する学生が、このサークルを所属団体として、名古屋市の市政懇談会に招かれたり、愛知県の放送局ZIP-FMの番組審議委員となった例があるなど、地域において一定の知名度のあるインカレ・サークルである。
- キャンパスライブ＠東海・北陸SP[9] （2020年2月28日、NHKラジオ第一 名古屋大学放送文化研究会名義）
- SCHOOL BEAT（2023年4月9日、インターネットラジオ局 Heart FM 中日本学生放送連盟名義）

## 輩出

### 放送業界
- 伊藤鑛二（NHK アナウンサー）
- 日比英一（CBC 元アナウンサー）
- 鈴木敏郎（関西テレビ 元アナウンサー）
- 小島一宏（名古屋テレビ アナウンサー → フリー）
- 亀井希生（毎日放送 アナウンサー）
- 小川明子（CBC 元アナウンサー）
- 小倉理恵（岐阜放送 アナウンサー → フリー）
- 山崎聡子（東海ラジオ アナウンサー）
- 増村聡太（NHK アナウンサー）
- 仲川晴斐（中京テレビ アナウンサー）[10]
- 河内杏月（鹿児島テレビ アナウンサー）

### その他
- 水谷修（言語学者）
- 奥村洋彦（経済学者）